# TerraView
O TerraView é um sistema de informações geográficas desenvolvido pelo Centro de Estudos da Metrópole em parceria com a Divisão de Processamento de Imagens (DPI), do Instituto Nacional de Pesquisas Espaciais (INPE).
Trata-se de um software técnico puramente brasileiro, que foi construído para ajudar pesquisadores, geógrafos, alunos de graduação e de pós-graduação na realização de estudos de caráter social acerca da realidade da população que habita os espaços urbanos brasileiros e assim, poder amenizar os custos no planejamento urbano.
O seu uso é livre, e sua interface contém funcionalidades semelhantes a de outros softwares pagos.

## Desenvolvimento

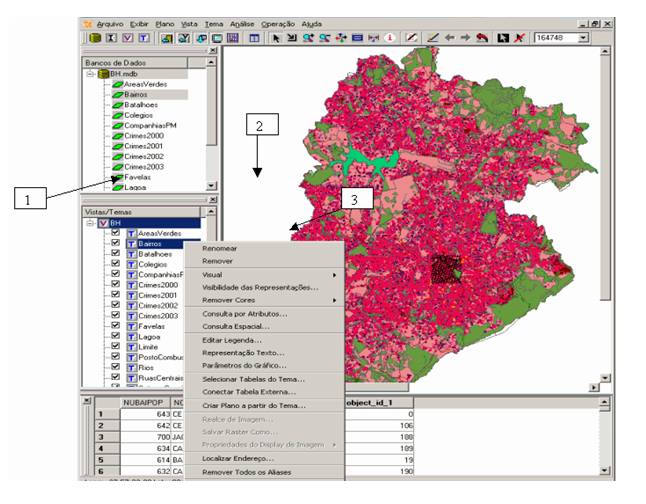
Consultando dados em mapa temático gerado no programa

O TerraView é um projeto do INPE/DPI (Divisão de Processamento de Imagens) com a participação dos seguintes parceiros:
- Tecgraf - PUC Rio - Grupo de Tecnologia em Computação Gráfica da PUC-Rio.
- LESTE - UFMG - Laboratório de Estatística Espacial
- FUNCATE - Fundação de Ciência, Aplicações e Tecnologia Espaciais

## Características
A principal característica do TerraView é a manipulação de dados vetoriais e matriciais. Todos os dados são armazenados em um banco de dados relacional ou geo-relacional, como MySQL ou PostgreSQL
O TerraView permite a criação de mapas temáticos com os mais diferentes tipos de legendas, além de ser compatível com dados nos formatos MID/MIF, Shapefile e Tab/Geo.